# Suddivisione amministrativa dello Shaanxi
La provincia dello Shaanxi è suddivisa amministrativamente nei seguenti tre livelli:
- 10 prefetture (地区 dìqū)
  - 9 città con status di prefettura
  - 1 città subprovinciale
- 107 contee (县 xiàn)
  - 3 città con status di contea (县级市 xiànjíshì)
  - 80 contee
  - 24 distretti (市辖区 shìxiáqū)
- 1745 città (镇 zhèn)
  - 917 città (镇 zhèn)
  - 680 comuni (乡 xiāng)
  - 148 sotto-distretti (街道办事处 jiēdàobànshìchù)

| Prefettura                     | Contee, distretti e città | Contee, distretti e città | Contee, distretti e città |
| Prefettura                     | Nome                      | Cinese                    | Pinyin                    |
| ------------------------------ | ------------------------- | ------------------------- | ------------------------- |
| Xi'an 西安市 Xī'ān Shì         | Distretto di Lianhu       | 莲湖区                    | Liánhú Qū                 |
| Xi'an 西安市 Xī'ān Shì         | Distretto di Xincheng     | 新城区                    | Xīnchéng Qū               |
| Xi'an 西安市 Xī'ān Shì         | Distretto di Beilin       | 碑林区                    | Bēilín Qū                 |
| Xi'an 西安市 Xī'ān Shì         | Distretto di Baqiao       | 灞桥区                    | Bàqiáo Qū                 |
| Xi'an 西安市 Xī'ān Shì         | Distretto di Weiyang      | 未央区                    | Wèiyāng Qū                |
| Xi'an 西安市 Xī'ān Shì         | Distretto di Yanta        | 雁塔区                    | Yàntǎ Qū                  |
| Xi'an 西安市 Xī'ān Shì         | Distretto di Yanliang     | 阎良区                    | Yánliáng Qū               |
| Xi'an 西安市 Xī'ān Shì         | Distretto di Lintong      | 临潼区                    | Líntóng Qū                |
| Xi'an 西安市 Xī'ān Shì         | Distretto di Chang'an     | 长安区                    | Cháng'ān Qū               |
| Xi'an 西安市 Xī'ān Shì         | Distretto di Gaoling      | 高陵县                    | Gāolíng Xiàn              |
| Xi'an 西安市 Xī'ān Shì         | Distretto di Huyi         | 鄠邑区                    | Hùyì Qū                   |
| Xi'an 西安市 Xī'ān Shì         | Contea di Lantian         | 蓝田县                    | Lántián Xiàn              |
| Xi'an 西安市 Xī'ān Shì         | Contea di Zhouzhi         | 周至县                    | Zhōuzhì Xiàn              |
| Yan'an 延安市 Yán'ān Shì       | Distretto di Baota        | 宝塔区                    | Bǎotǎ Qū                  |
| Yan'an 延安市 Yán'ān Shì       | Distretto di Ansai        | 安塞区                    | Ānsài Qū                  |
| Yan'an 延安市 Yán'ān Shì       | Contea di Yanchang        | 延长县                    | Yáncháng Xiàn             |
| Yan'an 延安市 Yán'ān Shì       | Contea di Yanchuan        | 延川县                    | Yánchuān Xiàn             |
| Yan'an 延安市 Yán'ān Shì       | Contea di Zhidan          | 志丹县                    | Zhìdān Xiàn               |
| Yan'an 延安市 Yán'ān Shì       | Contea di Wuqi            | 吴起县                    | Wúqǐ Xiàn                 |
| Yan'an 延安市 Yán'ān Shì       | Contea di Ganquan         | 甘泉县                    | Gānquán Xiàn              |
| Yan'an 延安市 Yán'ān Shì       | Contea di Fu              | 富县                      | Fù Xiàn                   |
| Yan'an 延安市 Yán'ān Shì       | Contea di Luochuan        | 洛川县                    | Luòchuān Xiàn             |
| Yan'an 延安市 Yán'ān Shì       | Contea di Yichuan         | 宜川县                    | Yíchuān Xiàn              |
| Yan'an 延安市 Yán'ān Shì       | Contea di Huanglong       | 黄龙县                    | Huánglóng Xiàn            |
| Yan'an 延安市 Yán'ān Shì       | Contea di Huangling       | 黄陵县                    | Huánglíng Xiàn            |
| Yan'an 延安市 Yán'ān Shì       | Zichang                   | 子长市                    | Zǐcháng Shì               |
| Tongchuan 铜川市 Tóngchuān Shì | Distretto di Yaozhou      | 耀州区                    | Yàozhōu Qū                |
| Tongchuan 铜川市 Tóngchuān Shì | Distretto di Wangyi       | 王益区                    | Wángyì Qū                 |
| Tongchuan 铜川市 Tóngchuān Shì | Distretto di Yintai       | 印台区                    | Yìntái Qū                 |
| Tongchuan 铜川市 Tóngchuān Shì | Contea di Yijun           | 宜君县                    | Yíjūn Xiàn                |
| Weinan 渭南市 Wèinán Shì       | Distretto di Linwei       | 临渭区                    | Línwèi Qū                 |
| Weinan 渭南市 Wèinán Shì       | Distretto di Huazhou      | 华州区                    | Huàzhōu Qū                |
| Weinan 渭南市 Wèinán Shì       | Contea di Tongguan        | 潼关县                    | Tóngguān Xiàn             |
| Weinan 渭南市 Wèinán Shì       | Contea di Dali            | 大荔县                    | Dàlì Xiàn                 |
| Weinan 渭南市 Wèinán Shì       | Contea di Pucheng         | 蒲城县                    | Púchéng Xiàn              |
| Weinan 渭南市 Wèinán Shì       | Contea di Chengcheng      | 澄城县                    | Chéngchéng Xiàn           |
| Weinan 渭南市 Wèinán Shì       | Contea di Baishui         | 白水县                    | Báishuǐ Xiàn              |
| Weinan 渭南市 Wèinán Shì       | Contea di Heyang          | 合阳县                    | Héyáng Xiàn               |
| Weinan 渭南市 Wèinán Shì       | Contea di Fuping          | 富平县                    | Fùpíng Xiàn               |
| Weinan 渭南市 Wèinán Shì       | Huayin                    | 华阴市                    | Huàyīn Shì                |
| Weinan 渭南市 Wèinán Shì       | Hancheng                  | 韩城市                    | Hánchéng Shì              |
| Xianyang 咸阳市 Xiányáng Shì   | Distretto di Qindu        | 秦都区                    | Qíndū Qū                  |
| Xianyang 咸阳市 Xiányáng Shì   | Distretto di Yangling     | 杨陵区                    | Yánglíng Qū               |
| Xianyang 咸阳市 Xiányáng Shì   | Distretto di Weicheng     | 渭城区                    | Wèichéng Qū               |
| Xianyang 咸阳市 Xiányáng Shì   | Contea di Sanyuan         | 三原县                    | Sānyuán Xiàn              |
| Xianyang 咸阳市 Xiányáng Shì   | Contea di Jingyang        | 泾阳县                    | Jīngyáng Xiàn             |
| Xianyang 咸阳市 Xiányáng Shì   | Contea di Qian            | 乾县                      | Qián Xiàn                 |
| Xianyang 咸阳市 Xiányáng Shì   | Contea di Liquan          | 礼泉县                    | Lǐquán Xiàn               |
| Xianyang 咸阳市 Xiányáng Shì   | Contea di Yongshou        | 永寿县                    | Yǒngshòu Xiàn             |
| Xianyang 咸阳市 Xiányáng Shì   | Contea di Changwu         | 长武县                    | Chángwǔ Xiàn              |
| Xianyang 咸阳市 Xiányáng Shì   | Contea di Xunyi           | 旬邑县                    | Xúnyì Xiàn                |
| Xianyang 咸阳市 Xiányáng Shì   | Contea di Chunhua         | 淳化县                    | Chúnhuà Xiàn              |
| Xianyang 咸阳市 Xiányáng Shì   | Contea di Wugong          | 武功县                    | Wǔgōng Xiàn               |
| Xianyang 咸阳市 Xiányáng Shì   | Xingping                  | 兴平市                    | Xīngpíng Shì              |
| Xianyang 咸阳市 Xiányáng Shì   | Binzhou                   | 彬州市                    | Bīnzhōu Shì               |
| Baoji 宝鸡市 Bǎojī Shì         | Distretto di Weibin       | 渭滨区                    | Wèibīn Qū                 |
| Baoji 宝鸡市 Bǎojī Shì         | Distretto di Jintai       | 金台区                    | Jīntái Qū                 |
| Baoji 宝鸡市 Bǎojī Shì         | Distretto di Chencang     | 陈仓区                    | Chéncāng Qū               |
| Baoji 宝鸡市 Bǎojī Shì         | Contea di Fengxiang       | 凤翔县                    | Fèngxiáng Xiàn            |
| Baoji 宝鸡市 Bǎojī Shì         | Contea di Qishan          | 岐山县                    | Qíshān Xiàn               |
| Baoji 宝鸡市 Bǎojī Shì         | Contea di Fufeng          | 扶风县                    | Fúfēng Xiàn               |
| Baoji 宝鸡市 Bǎojī Shì         | Contea di Mei             | 眉县                      | Méi Xiàn                  |
| Baoji 宝鸡市 Bǎojī Shì         | Contea di Long            | 陇县                      | Lǒng Xiàn                 |
| Baoji 宝鸡市 Bǎojī Shì         | Contea di Qianyang        | 千阳县                    | Qiānyáng Xiàn             |
| Baoji 宝鸡市 Bǎojī Shì         | Contea di Linyou          | 麟游县                    | Línyóu Xiàn               |
| Baoji 宝鸡市 Bǎojī Shì         | Contea di Feng            | 凤县                      | Fèng Xiàn                 |
| Baoji 宝鸡市 Bǎojī Shì         | Contea di Taibai          | 太白县                    | Tàibái Xiàn               |
| Hanzhong 汉中市 Hànzhōng Shì   | Distretto di Hantai       | 汉台区                    | Hàntái Qū                 |
| Hanzhong 汉中市 Hànzhōng Shì   | Distretto di Nanzheng     | 南郑县                    | Nánzhèng Xiàn             |
| Hanzhong 汉中市 Hànzhōng Shì   | Contea di Chenggu         | 城固县                    | Chénggù Xiàn              |
| Hanzhong 汉中市 Hànzhōng Shì   | Contea di Yang            | 洋县                      | Yáng Xiàn                 |
| Hanzhong 汉中市 Hànzhōng Shì   | Contea di Xixiang         | 西乡县                    | Xīxiāng Xiàn              |
| Hanzhong 汉中市 Hànzhōng Shì   | Contea di Mian            | 勉县                      | Miǎn Xiàn                 |
| Hanzhong 汉中市 Hànzhōng Shì   | Contea di Ningqiang       | 宁强县                    | Níngqiáng Xiàn            |
| Hanzhong 汉中市 Hànzhōng Shì   | Contea di Lueyang         | 略阳县                    | Lüèyáng Xiàn              |
| Hanzhong 汉中市 Hànzhōng Shì   | Contea di Zhenba          | 镇巴县                    | Zhènbā Xiàn               |
| Hanzhong 汉中市 Hànzhōng Shì   | Contea di Liuba           | 留坝县                    | Liúbà Xiàn                |
| Hanzhong 汉中市 Hànzhōng Shì   | Contea di Foping          | 佛坪县                    | Fópíng Xiàn               |
| Yulin 榆林市 Yúlín Shì         | Distretto di Yuyang       | 榆阳区                    | Yúyáng Qū                 |
| Yulin 榆林市 Yúlín Shì         | Distretto di Hengshan     | 横山区                    | Héngshān Qū               |
| Yulin 榆林市 Yúlín Shì         | Contea di Fugu            | 府谷县                    | Fǔgǔ Xiàn                 |
| Yulin 榆林市 Yúlín Shì         | Contea di Jingbian        | 靖边县                    | Jìngbiān Xiàn             |
| Yulin 榆林市 Yúlín Shì         | Contea di Dingbian        | 定边县                    | Dìngbiān Xiàn             |
| Yulin 榆林市 Yúlín Shì         | Contea di Suide           | 绥德县                    | Suídé Xiàn                |
| Yulin 榆林市 Yúlín Shì         | Contea di Mizhi           | 米脂县                    | Mǐzhī Xiàn                |
| Yulin 榆林市 Yúlín Shì         | Contea di Jia             | 佳县                      | Jiā Xiàn                  |
| Yulin 榆林市 Yúlín Shì         | Contea di Wubu            | 吴堡县                    | Wúbǔ Xiàn                 |
| Yulin 榆林市 Yúlín Shì         | Contea di Qingjian        | 清涧县                    | Qīngjiàn Xiàn             |
| Yulin 榆林市 Yúlín Shì         | Contea di Zizhou          | 子洲县                    | Zǐzhōu Xiàn               |
| Yulin 榆林市 Yúlín Shì         | Shenmu                    | 神木市                    | Shénmù Shì                |
| Ankang 安康市 Ānkāng Shì       | Distretto di Hanbin       | 汉滨区                    | Hànbīn Qū                 |
| Ankang 安康市 Ānkāng Shì       | Contea di Hanyin          | 汉阴县                    | Hànyīn Xiàn               |
| Ankang 安康市 Ānkāng Shì       | Contea di Shiquan         | 石泉县                    | Shíquán Xiàn              |
| Ankang 安康市 Ānkāng Shì       | Contea di Ningshan        | 宁陕县                    | Níngshǎn Xiàn             |
| Ankang 安康市 Ānkāng Shì       | Contea di Ziyang          | 紫阳县                    | Zǐyáng Xiàn               |
| Ankang 安康市 Ānkāng Shì       | Contea di Langao          | 岚皋县                    | Lángāo Xiàn               |
| Ankang 安康市 Ānkāng Shì       | Contea di Pingli          | 平利县                    | Pínglì Xiàn               |
| Ankang 安康市 Ānkāng Shì       | Contea di Zhenping        | 镇坪县                    | Zhènpíng Xiàn             |
| Ankang 安康市 Ānkāng Shì       | Contea di Xunyang         | 旬阳县                    | Xúnyáng Xiàn              |
| Ankang 安康市 Ānkāng Shì       | Contea di Baihe           | 白河县                    | Báihé Xiàn                |
| Shangluo 商洛市 Shāngluò Shì   | Distretto di Shangzhou    | 商州区                    | Shāngzhōu Qū              |
| Shangluo 商洛市 Shāngluò Shì   | Contea di Luonan          | 洛南县                    | Luònán Xiàn               |
| Shangluo 商洛市 Shāngluò Shì   | Contea di Danfeng         | 丹凤县                    | Dānfèng Xiàn              |
| Shangluo 商洛市 Shāngluò Shì   | Contea di Shangnan        | 商南县                    | Shāngnán Xiàn             |
| Shangluo 商洛市 Shāngluò Shì   | Contea di Shanyang        | 山阳县                    | Shānyáng Xiàn             |
| Shangluo 商洛市 Shāngluò Shì   | Contea di Zhen'an         | 镇安县                    | Zhèn'ān Xiàn              |
| Shangluo 商洛市 Shāngluò Shì   | Contea di Zhashui         | 柞水县                    | Zhàshuǐ Xiàn              |